# 亞當·麥克唐納
亞當·麥克唐納（Adam MacDonald，1977年5月16日—）是加拿大的一位演員和導演。他最著名的作品是在CBC電視台節目Being Erica中出演Josh MacIntosh角色。麥克唐納出生在蒙特婁。